# PFA Scotland Women’s Player of the Year

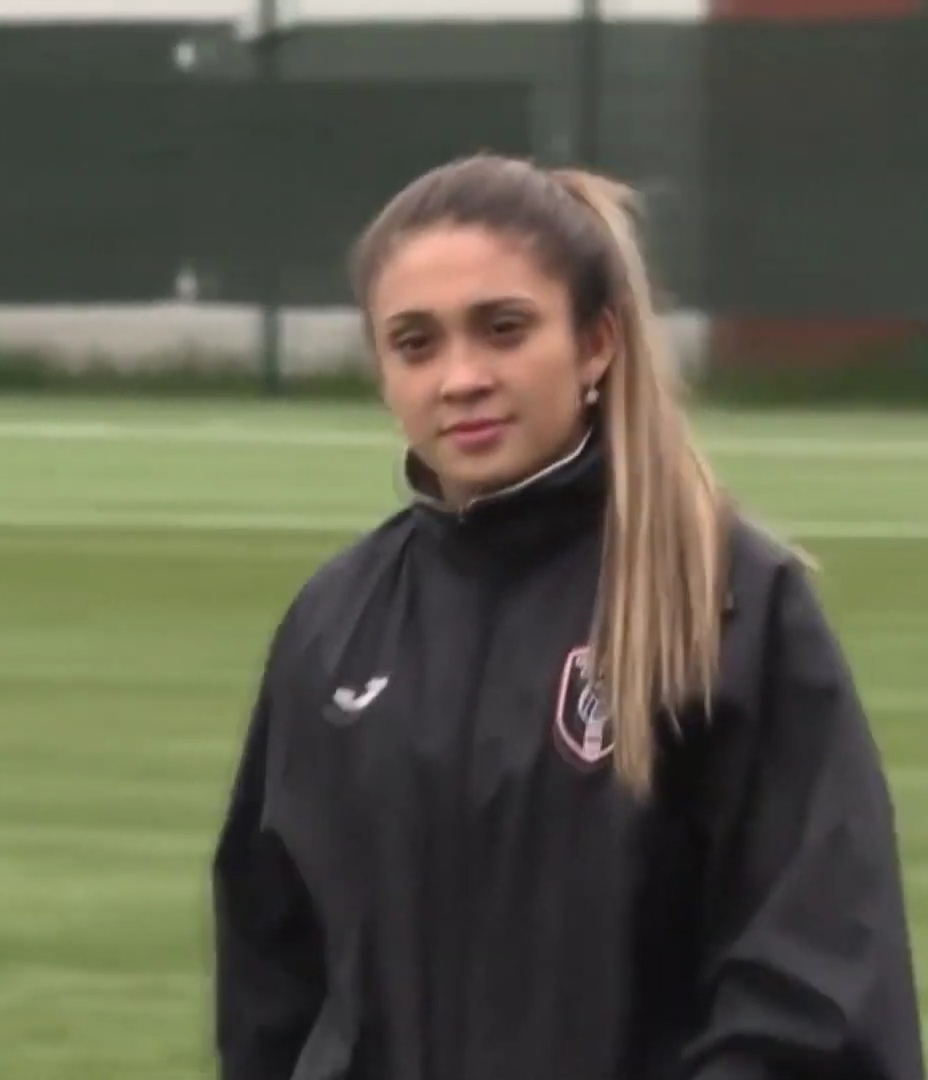
Priscilla Chinchilla – erste Gewinnerin 2022

Der PFA Scotland Women’s Player of the Year Award (deutsch Schottische Frauen Spielerin des Jahres) ist eine jährliche Auszeichnung, die an eine Spielerin verliehen wird, die zur besten Spielerin des Jahres im schottischen Frauenfußball gewählt wurde. Der Preis wird seit der Saison 2021/22 verliehen und der Gewinner wird durch eine Abstimmung unter den Mitgliedern der Spielergewerkschaft PFA Scotland (Professional Footballers’ Association Scotland) ermittelt. Die erste Gewinnerin des Preises war Priscilla Chinchilla im Jahr 2022.

## Liste der Titelträger
Die Auszeichnung der Frauen wird seit 2022 verliehen, während die Auszeichnung der PFA Scotland zum Spieler des Jahres bei den Männern seit 1978 verliehen wird. Die folgende Liste zeigt die siegreichen Spielerinnen die zur „Spielerin des Jahres“ gewählt wurde. Die Auszeichnung zur Nachwuchsspielerin des Jahres wird ebenfalls seit 2022 gewählt.
- Jahr: Nennt das Jahr, in dem die Spielerin gewählt wurde.
- Name: Nennt den Namen der Spielerin.
- Nationalität: Nennt die Nationalität der Spielerin
- Verein: Nennt den Verein, für den die Spielerin zum damaligen Zeitpunkt gespielt hat.
- Position: Nennt die Position der Spielerin: Tor, Abwehr, Mittelfeld, Sturm.

| Jahr | Name                 | Nationalität | Verein          | Position          |
| ---- | -------------------- | ------------ | --------------- | ----------------- |
| 2022 | Priscilla Chinchilla | Costa Rica   | Glasgow City FC | Mittelfeld        |
| 2023 | Caitlin Hayes        | England      | Celtic Glasgow  | Abwehr            |
| 2024 | Rachel Rowe          | Wales        | Glasgow Rangers | Abwehr/Mittelfeld |

### Titelgewinne nach Verein
- Rang: Nennt die Platzierung des Vereins, die sich nach Anzahl der Titelträger richtet. Bei gleicher Anzahl wird alphabetisch nach dem Vereinsnamen sortiert.
- Verein: Nennt den Namen des Vereins.
- Anzahl: Nennt die Anzahl der Auszeichnungen.

| Rang | Verein          | Anzahl |
| ---- | --------------- | ------ |
| 1.   | Glasgow City FC | 1      |
| 1.   | Celtic Glasgow  | 1      |
| 1.   | Glasgow Rangers | 1      |

### Titelgewinne nach Nationalität
- Rang: Nennt die Platzierung der Nation, die sich nach Anzahl der Titelträger richtet.
- Nation: Nennt die Nation.
- Anzahl: Nennt die Anzahl der Auszeichnungen.

| Rang | Nation     | Anzahl |
| ---- | ---------- | ------ |
| 1.   | Costa Rica | 1      |
| 1.   | England    | 1      |
| 1.   | Wales      | 1      |